# Arius gigas
Arius gigas е вид лъчеперка от семейство Ariidae. Видът е почти застрашен от изчезване.

## Разпространение и местообитание
Разпространен е в Бенин, Буркина Фасо, Гана, Камерун, Кот д'Ивоар, Мали и Нигерия.
Обитава сладководни и полусолени басейни и реки.

## Описание
На дължина достигат до 1,7 m, а теглото им е максимум 50 kg.
Популацията на вида е намаляваща.